# Ligue de football des Hauts-de-France
La Ligue de football des Hauts-de-France est un organe fédéral dépendant de la Fédération française de football créé en 2016 et chargé d'organiser les compétitions de football au niveau de la région des Hauts-de-France.
La ligue compte actuellement sept districts calqués sur des subdivisions des départements du Nord et du Pas-de-Calais et sur les départements de l'ex-Picardie (l'Aisne, l'Oise et la Somme).
La principale compétition organisée par la Ligue sera le championnat Régional 1 qui donnera le droit à son vainqueur de participer au championnat National 3. La Ligue s'occupe également d'organiser les premiers tours de la Coupe de France de football et la gestion du football féminin régional.

## Histoire
Le 21 janvier 2017, la fusion de la Ligue du Nord-Pas-de-Calais et de la Ligue de Picardie de football est effective, lors d'une assemblée générale constitutive (fusion-absorption). C'est un retour au source pour les clubs samariens, qui avaient quittés en 1967 la Ligue du Nord (ancienne nom de la Ligue du Nord-Pas-de-Calais) à la suite d'une précédente directive du ministère de la Jeunesse et des Sports.
Cette fusion se déroule dans le cadre de la réforme territoriale (loi NOTRe dite Loi du 7 août 2015 portant nouvelle organisation territoriale de la République).
Ainsi la nouvelle ligue, se calque sur la réforme territoriale pour agir sur tout le territoire de la nouvelle région des Hauts-de-France.
En 2021/2022, la ligue Hauts-de-France compte six clubs professionnels : le LOSC Lille (Nord) et le RC Lens (Pas-de-Calais) en Ligue 1, les clubs de l'USL Dunkerque (Nord), du Valenciennes FC (Nord) et l'Amiens SC (Somme) en Ligue 2 ainsi que le FC Chambly (Oise) en National.
Il faut remonter au championnat de 1937-1938, pour trouver traces de six clubs en Ligue 1 / 1re Division (Le SC Fives, le RC Lens, l'Olympique lillois, l'Excelsior AC Roubaix, le RC Roubaix et l'US Valenciennes-Anzin).

## Structures de la Ligue

### Centre Duchaussoy
Construit à l’initiative de la Ligue de football des Hauts-de-France, le centre Fernand-Duchaussoy est un centre technique, d’accueil et de formation.
Il est implanté au cœur du complexe sportif Émile-Guégan, situé à proximité de la sortie de l’autoroute A16 (Amiens-centre), à 10 minutes du centre ville, à côté du centre de formation de l’Amiens SC Football et à proximité du stade de Licorne.
C’est un lieu unique disposant d’espaces de formation et de réception, avec possibilité de restauration.
Avec son terrain synthétique et ses 4 vestiaires, il a une capacité d’hébergement de 80 lits en chambres twin et doubles.
Un amphithéâtre de 168 places, équipé des dernières technologies vient compléter cette réalisation à la disposition des clubs, du monde sportif et associatif.

### Compétitions organisées
La LFHF organise les compétitions entre clubs à l'échelon des Hauts-de-France, quelle que soit la catégorie d'âge.
| Compétitions masculines | Compétitions féminines | Futsal                                                                                                | Entreprise                                                   |
| - Coupe de France (tours régionaux) - Régional 1 - Régional 2 - Régional 3 - Coupe de la ligue Seniors - Coupe Gambardella (tours régionaux) - Régional 1 et 2 U18 - Régional 1 et 2 U17 - Coupe de Ligue U17 - Régional 1 et 2 U16 - Coupe de Ligue U16 - U15 Ligue - Coupe de Ligue U15 - U14 Ligue D1 - Aisne - U14 Ligue D1 - Artois - U14 Ligue D1 - Côte d'Opale - U14 Ligue D1 - Escaut - U14 Ligue D1 - Flandres - U14 Ligue D1 - Oise - U14 Ligue D1 - Somme | - Coupe de France (tours régionaux) - Régional 1 - Régional 2 - Coupe de la ligue Seniors F - Régional 1 et 2 U18F - Régional 1 et 2 U16F - Coupe de Ligue U18F - Coupe de Ligue U16F | - Régional 1 - Régional 2 - Coupe Nationale de Futsal (tours régionaux) - Coupe de la ligue de Futsal | - Coupe nationale de football d'entreprise (tours régionaux) |

#### Hiérarchie du football enHauts-de-Francepour les Seniors masculins
La LFHF organise les championnats Seniors masculins :
- National 3 (N3)
- Régional 1 (R1)
- Régional 2 (R2)
- Régional 3 (R3)

| Niveau Fédération                 | Niveau Fédération | Niveau Fédération | Niveau Fédération | Niveau Fédération | Niveau Fédération | Niveau Fédération | Niveau Fédération |
| --------------------------------- | ----------------- | ----------------- | ----------------- | ----------------- | ----------------- | ----------------- | ----------------- |
| Nationale 3: 1 groupe de 14 clubs |                   |                   |                   |                   |                   |                   |                   |

La Fédération Française de Football (FFF) organise le championnat dénommé National 3 (N3) dont la gestion sportive et administrative est confiée aux Ligues régionales dont le territoire sert de base à la constitution des groupes.
| Niveau Ligue de football des Hauts-de-France | Niveau Ligue de football des Hauts-de-France | Niveau Ligue de football des Hauts-de-France | Niveau Ligue de football des Hauts-de-France | Niveau Ligue de football des Hauts-de-France | Niveau Ligue de football des Hauts-de-France | Niveau Ligue de football des Hauts-de-France | Niveau Ligue de football des Hauts-de-France |
| -------------------------------------------- | -------------------------------------------- | -------------------------------------------- | -------------------------------------------- | -------------------------------------------- | -------------------------------------------- | -------------------------------------------- | -------------------------------------------- |
| Régional 1: 2 groupes de 14 clubs            |                                              |                                              |                                              |                                              |                                              |                                              |                                              |
| Régional 2: 4 groupes de 12 clubs            |                                              |                                              |                                              |                                              |                                              |                                              |                                              |
| Régional 3: 8 groupes de 12 clubs            |                                              |                                              |                                              |                                              |                                              |                                              |                                              |

| Promus en National 2 | Relégués en National 3 | Promus en National 3 | Relégués en Régional 1 | Promus en Régional 1 | Relégués en Régional 2 | Promus en Régional 2 | Relégués en Régional 3 | Promus en Régional 3 | Relégués en District |
| -------------------- | ---------------------- | -------------------- | ---------------------- | -------------------- | ---------------------- | -------------------- | ---------------------- | -------------------- | -------------------- |
| Le 1er du groupe     | 0 équipe               | 2                    | 2                      | 8                    | 7                      | 18                   | 17                     | 24                   | 28                   |
| Le 1er du groupe     | 1 équipe               | 2                    | 3                      | 8                    | 8                      | 18                   | 18                     | 24                   | 29                   |
| Le 1er du groupe     | 2 équipes              | 2                    | 4                      | 8                    | 9                      | 18                   | 19                     | 24                   | 30                   |
| Le 1er du groupe     | 3 équipes              | 2                    | 5                      | 8                    | 10                     | 18                   | 20                     | 24                   | 31                   |

##### Accessions des équipes de District en Ligue
- 24 équipes de district accèdent en R3 conformément aux dispositions prises par le conseil de ligue de la LFHF.
- La répartition des 24 équipes se fera ainsi : Aisne : 2 – Artois : 4 – Côte d’Opale : 3 – Escaut : 4 – Flandres : 6 – Oise : 3 – Somme : 2

###### District de l'Aisne (Aisne)
Le District a été fondé le 18 mars 1963. Son territoire d'activité comprend le département de l'Aisne.
Le district est présidé par M. Pascal Poidevin pour la mandature 2020-2024.
| Districts | Niveau 9        | Niveau 10       | Niveau 11       | Niveau 12       | Niveau 13       |
| Districts | Départemental 1 | Départemental 2 | Départemental 3 | Départemental 4 | Départemental 5 |
| --------- | --------------- | --------------- | --------------- | --------------- | --------------- |
| Aisne     | 1 poule de 12   | 2 poules de 12  | 3 poules de 12  | 4 poules de 12  | évolutif        |

###### District de l'Artois (une partie duPas-de-Calais)
Ce district dans sa structure actuelle est fondé en 1997 dans le cadre de l’autonomie accordée par la Ligue du Nord – Pas de Calais. Le territoire d’activité du District s’étend sur les arrondissements administratifs d’Arras, Béthune et Lens du département du Pas-de-Calais.
Le district est présidé par Mme Évelyne Bauduin pour la mandature 2020-2024.
| Districts              | Niveau 9                       | Niveau 10       | Niveau 11       | Niveau 12       | Niveau 13       | Niveau 14       | Niveau 15       |
| Districts              | Départemental 1                | Départemental 2 | Départemental 3 | Départemental 4 | Départemental 5 | Départemental 6 | Départemental 7 |
| ---------------------- | ------------------------------ | --------------- | --------------- | --------------- | --------------- | --------------- | --------------- |
| Artois (Pas-de-Calais) | 1 poule de 11 et 1 poule de 10 | 2 poules de 12  | 3 poules de 12  | 4 poules de 12  | 5 poules de 12  | 6 poules de 12  | évolutif        |

###### District de la Côte d'Opale (une partie duPas-de-Calais)
Ce district est fondé le 9 décembre 1996. Son territoire d'activité comprend les arrondissements de Boulogne-sur-Mer, de Calais, de Montreuil et de Saint-Omer du département du Pas-de-Calais.
Le district est présidé par M Franck Poret pour la mandature 2020-2024.
| Districts                    | Niveau 9        | Niveau 10       | Niveau 11       | Niveau 12       | Niveau 13       | Niveau 14       | Niveau 15       |
| Districts                    | Départemental 1 | Départemental 2 | Départemental 3 | Départemental 4 | Départemental 5 | Départemental 6 | Départemental 7 |
| ---------------------------- | --------------- | --------------- | --------------- | --------------- | --------------- | --------------- | --------------- |
| Côte d'Opale (Pas-de-Calais) | 3 poules de 12  | 4 poules de 10  | 5 poules de 10  | 6 poules de 10  | 7 poules de 10  | 8 poules de 10  | évolutif        |

###### District de l'Escaut (une partie duNord)
Ce district est fondé en 1997. Son territoire d'activité comprend les arrondissements d'Avesnes, de Cambrai, de Douai et de Valenciennes du département du Nord.
Le district est présidé par M Stefan Islic pour la mandature 2020-2024.
| Districts     | Niveau 9        | Niveau 10       | Niveau 11       | Niveau 12       | Niveau 13       | Niveau 14       | Niveau 15       |
| Districts     | Départemental 1 | Départemental 2 | Départemental 3 | Départemental 4 | Départemental 5 | Départemental 6 | Départemental 7 |
| ------------- | --------------- | --------------- | --------------- | --------------- | --------------- | --------------- | --------------- |
| Escaut (Nord) | 2 poules de 12  | 3 poules de 12  | 4 poules de 12  | 5 poules de 12  | 6 poules de 12  | 6 poules de 12  | évolutif        |

###### District des Flandres (une partie duNord)
Ce district voit le jour en 2017 par la fusion du district Flandre fondé en 1996 et du district Maritime Nord fondé en 1980 (à la suite de la division du district Maritime qui existait depuis 1947).
Son territoire d'activité comprendra les arrondissements de Lille et de Dunkerque du département du Nord,.
Le district est présidé par Mme Blondeau Pauline pour la mandature 2020-2024.
| Districts       | Niveau 9        | Niveau 10       | Niveau 11       | Niveau 12       | Niveau 13       |
| Districts       | Départemental 1 | Départemental 2 | Départemental 3 | Départemental 4 | Départemental 5 |
| --------------- | --------------- | --------------- | --------------- | --------------- | --------------- |
| Flandres (Nord) | 3 poules de 12  | 5 poules de 12  | 6 poules de 12  | 8 poules de 12  | évolutif        |

###### District de l'Oise (Oise)
Ce district est fondé le 15 mai 1929.
Son territoire d'activité comprend le département de l'Oise.
Le district est présidé par M. Claude Coquema pour la mandature 2020-2024.
| Districts | Niveau 9        | Niveau 10       | Niveau 11       | Niveau 12       | Niveau 13       |
| Districts | Départemental 1 | Départemental 2 | Départemental 3 | Départemental 4 | Départemental 5 |
| --------- | --------------- | --------------- | --------------- | --------------- | --------------- |
| Oise      | 3 poules de 10  | 4 poules de 10  | 5 poules de 10  | 6 poules de 10  | évolutif        |

###### District de la Somme (Somme)
Lors de la création de la Fédération française de football en avril 1919, le Comité de Picardie de l'Union des sociétés françaises de sports athlétiques n'est pas transformé en Ligue de Picardie. Les clubs du département de la Somme sont rattachés à la nouvelle Ligue du Nord qui est découpée en districts lors de la saison 1921-1922.
Le district de la Somme est fondé en 1921, avec Henri Marle pour premier président. Il n'a que peu de pouvoirs et veille surtout au déroulement des championnats et à l'homologation des résultats. Le football picard se sent néanmoins délaissé par la Ligue, basée à Lille, qui a forcé les clubs picards à démarrer dans les divisions inférieures du championnat. Par esprit de protestation, le district de la Somme change son nom en district de Picardie le 19 juillet 1929 et met en place une Coupe de Picardie. Il crée des sous-districts en août 1930, réunissant les clubs par affinités ferroviaires.
Lors de la création de la Ligue de Picardie en 1967, le district de Picardie quitte naturellement la Ligue du Nord pour rejoindre la nouvelle Ligue et reprend le nom de district de la Somme. Il est rattaché en 2016 à la Ligue des Hauts-de-France à la suite de la fusion des Ligues de Picardie et du Nord-Pas-de-Calais. Le territoire du district est depuis ses débuts entièrement calqué sur le territoire du département de la Somme,.
Le district est présidé par M. Pascal Tranquille pour la mandature 2020-2024.
| Districts | Niveau 9        | Niveau 10       | Niveau 11       | Niveau 12       | Niveau 13       | Niveau 14       |
| Districts | Départemental 1 | Départemental 2 | Départemental 3 | Départemental 4 | Départemental 5 | Départemental 6 |
| --------- | --------------- | --------------- | --------------- | --------------- | --------------- | --------------- |
| Somme     | 2 poules de 10  | 3 poules de 10  | 4 poules de 10  | 5 poules de 10  | 6 poules de 10  | évolutif        |

## Palmarès

### Palmarès national des clubs de la Ligue
- Lille LOSC
  - Championnat de France (4) :
    - Champion en 1946, 1954, 2011 et 2021
    - Vice-champion en 1948, 1949, 1950, 2005 et 2019

  - Coupe de France (6) :
    - Vainqueur en 1946, 1947, 1948, 1953, 1955 et 2011
    - Finaliste en 1945 et 1949

  - Trophée des champions (1) :
    - Vainqueur 2021
    - Finaliste en 2021

  - Championnat de France de D2 (4) :
    - Champion en 1964, 1974, 1978 et 2000
    - Vice-champion en 1964, 1974, 1978 et 2000

  - Coupe de la Ligue :
    - Finaliste en 2016

- RC Lens
  - Championnat de France (1) :
    - Champion en 1998
    - Vice-champion en 1956, 1957, 1977, 2002 et 2023

  - Coupe de la Ligue (1) :
    - Vainqueur en 1999
    - Finaliste en 2008

  - Coupe de France :
    - Finaliste en 1948, 1975 et 1998

  - Championnat de France de D2 (4) :
    - Champion en 1937, 1949, 1973 et 2009
    - Vice-champion en 2014 et 2020

  - Coupe Charles Drago (3) :
    - Champion en 1959, 1960 et 1965

- Olympique lillois
  - Championnat de France (1) :
    - Champion en 1933
    - Vice-champion en 1936

  - Coupe de France :
    - Finaliste en 1939

- EAC Roubaix
  - Coupe de France (1) :
    - Champion en 1933

- CO Roubaix-Tourcoing
  - Championnat de France (1) :
    - Champion en 1947

- Valenciennes FC
  - Championnat de France de D2 (2) :
    - Champion en 1972, 2006
    - Vice-champion en 1935, 1937, 1962 et 1992

  - Championnat de France de National (1) :
    - Champion en 2005

  - Coupe de France :
    - Finaliste en 1951

- AS Beauvais
  - Championnat de France de National (1) :
    - Champion en 2000

- SC Abbeville
  - Championnat de France D3 - Groupe Nord (1) :
    - Champion en 1980

  - Championnat de France D4 - Groupe A (1) :
    - Champion en 1979

  - Championnat de France amateur 2 - Groupe A (1) :
    - Champion en 2001

- Amiens SC
  - Coupe de France :
    - Finaliste en 2001

  - Championnat de France de D2 :
    - Vice-champion en 2017

- RC de Roubaix
  - Coupe de France :
    - Finaliste en 1932 et 1933

  - Championnat de France de D2 :
    - Vice-champion en 1936

- SC Fives
  - Coupe de France :
    - Finaliste en 1941

- Calais RUFC
  - Coupe de France :
    - Finaliste en 2000

- US Tourcoing
  - Championnat de France :
    - Vice-champion en 1928

- Wasquehal Football
  - Championnat de France de National :
    - Vice-champion en 1997

- US Boulogne CO
  - Championnat de France de National :
    - Vice-champion en 2007

- USL Dunkerque
  - Championnat de France de National :
    - Vice-champion en 2023

### Palmarès régional
| Saison    | Régionale 1             | Coupe de la LFHF       | Régionale 1 Féminine    | Coupe de la LFHF Féminine |
| --------- | ----------------------- | ---------------------- | ----------------------- | ------------------------- |
| 2017-2018 | Le Touquet ACFCO        | AS Marck en Calaisis   | Amiens SC               | Amiens SC                 |
| 2018-2019 | US Vimy                 |                        | Grand Calais FF         | Amiens SC                 |
| 2019-2020 | Suspendu suite Pandémie | Annulée suite Pandémie | Suspendu suite Pandémie | Annulée suite Pandémie    |
| 2020-2021 | en cours                | en cours               | en cours                | en cours                  |

## Compétitions

### Football masculin

#### Clubs évoluant dans les divisions nationales
| \| Légende : Ligue 1 Ligue 2 National National 2 National 3 LOSC Lille RC Lens Amiens SC Valenciennes FC FC Chambly USL Dunkerque US Boulogne CO Olympique Saint-Quentin AS Beauvais Oise Wasquehal Football Entente Feignies-Aulnoye AFC Compiègne IC Croix Olympique marcquois US Chantilly US Vimy Saint-Amand FC US Le Pays du Valois US Pays de Cassel \| Clubs évoluant dans des divisions nationales. |
| Légende : Ligue 1 Ligue 2 National National 2 National 3 LOSC Lille RC Lens Amiens SC Valenciennes FC FC Chambly USL Dunkerque US Boulogne CO Olympique Saint-Quentin AS Beauvais Oise Wasquehal Football Entente Feignies-Aulnoye AFC Compiègne IC Croix Olympique marcquois US Chantilly US Vimy Saint-Amand FC US Le Pays du Valois US Pays de Cassel                                                     |

Neuf clubs et une équipe réserve de la région évoluent à un niveau national lors de la saison 2023-2024 :
Le LOSC Lille évolue en Ligue 1 pour la vingt-quatrième saison consécutive. Le RC Lens évolue dans la première division pour sa quatrième saison consécutive.
L'Amiens SC et le Valenciennes FC, qui évoluent en Ligue 2 respectivement pour la quatrième et la dixième saison consécutive. L'USL Dunkerque rejoint ce niveau à la suite de sa promotion de National.
L'Olympique Saint-Quentin, le FC Chambly Oise, l'AS Beauvais Oise, l'US Boulogne CO et Wasquehal Football qui entament respectivement leurs cinquième, deuxième, quatrième, deuxième et deuxième saisons consécutives en National 2. Ils sont rejoints par l'Entente Feignies-Aulnoye à la suite de sa 1er place dans le groupe de National 3 des Hauts-de-France.
Les équipes réserves du RC Lens, du LOSC Lille et du Valenciennes FC dispute le championnat de National 3. Ils sont accompagnés de l'AFC Compiègne, l'IC Croix, l'Olympique marcquois, l'US Chantilly et de l'US Vimy. Ils sont rejoints par le Saint-Amand FC, l'US Le Pays du Valois et US Pays de Cassel qui sont promus de Régional 1.

### Football féminin

#### Clubs évoluant dans les divisions nationales
Division 2 : Lens RC. Lille OSC.

#### Compétitions régionales
Régional 1 (quatorze équipes) : Bousbecque FCF, Boulogne USCO, FCF Hénin Beaumont, FC Lillers, Grand Pascal Calais FF, AS Beauvais, SC Amiens, Amiens Porto FC, Olympique Mérignies, FC Dainville, Douaisis FF, Villeneuve-d'Ascq FF, Valenciennes  FC, US Pays de Saint-Omer.
Régional 2 : deux groupes de huit équipes.